# (6546) Kaye
(6546) Kaye est un astéroïde de la ceinture principale.

## Description
(6546) Kaye est un astéroïde de la ceinture principale. Il fut découvert le 24 février 1987 à l'Observatoire Kleť par Antonín Mrkos. Il présente une orbite caractérisée par un demi-grand axe de 3,22 UA, une excentricité de 0,11 et une inclinaison de 14,4° par rapport à l'écliptique.

## Compléments